# Chov krkavců v Toweru

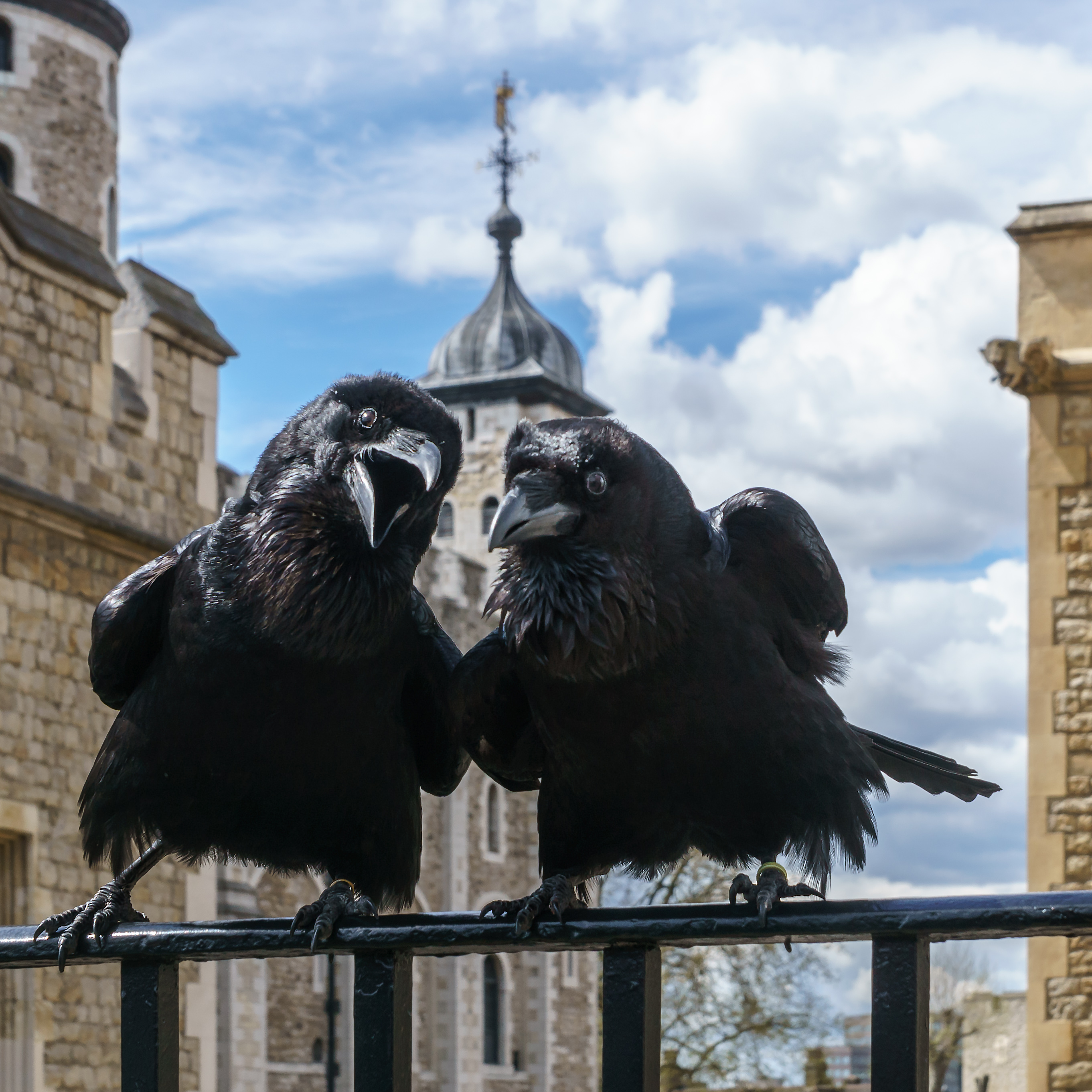
Dva z krkavců – Jubilee a Munin v roce 2016

Chov krkavců v Toweru je zvyk, jehož původ se traduje do 17. století a podle kterého má přítomnost skupiny krkavců v londýnském Toweru zaručit existenci Spojeného království.

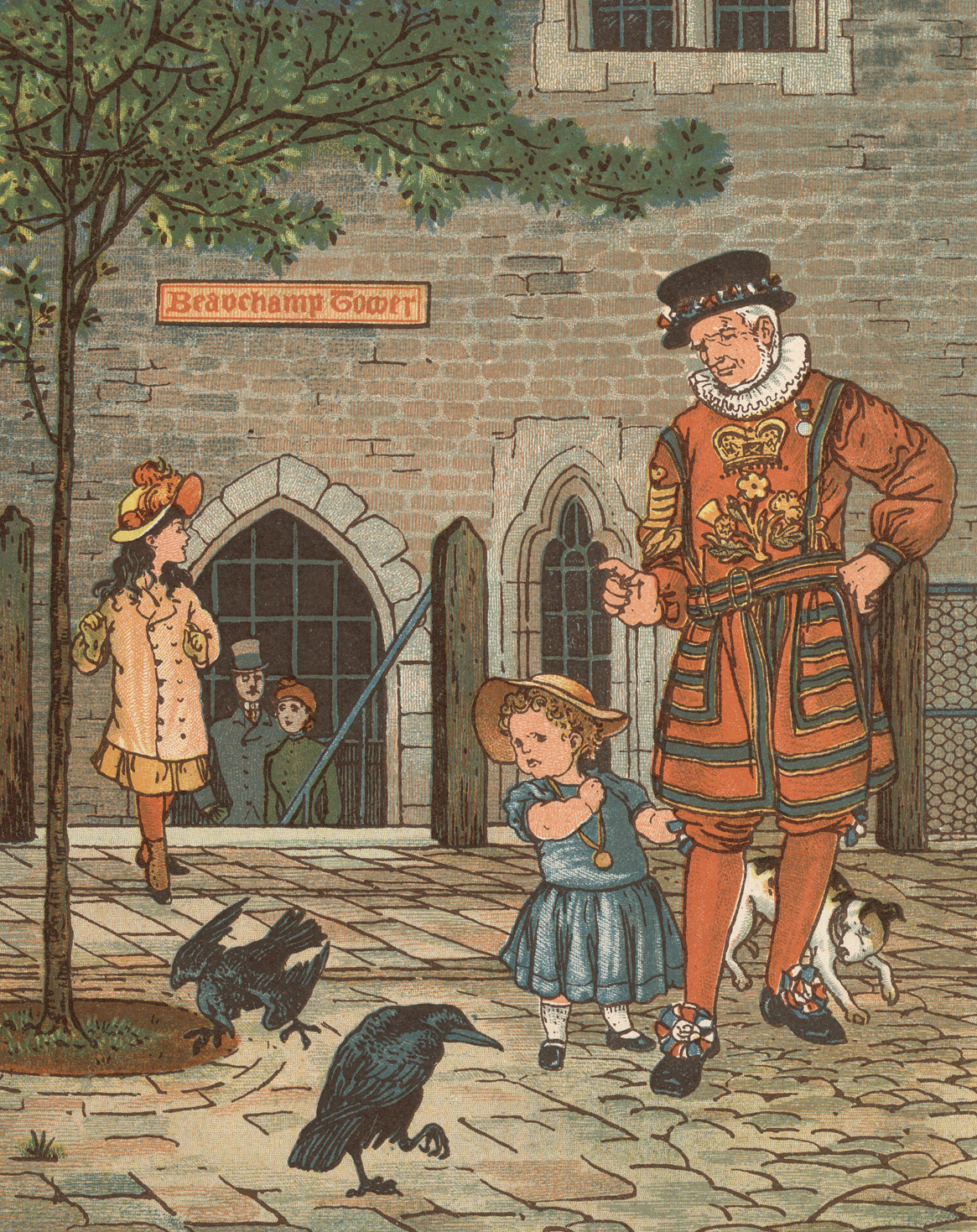
Krkavci v Toweru na ilustraci z roku 1883

## Původ chovu

### Legenda
Podle legendy jsou v Toweru krkavci po staletí a když se v druhé polovině 17. století ke králi Karlu II. Stuartovi doneslo proroctví, že pokud někdy krkavci Tower opustí, tento hrad a s ním i celá Anglie padne, nechal sedmi zdejším krkavcům přistřihnout křídla.

### Viktoriánská éra
Nejstarší dochované zmínky o krkavcích v Toweru ale pochází až z konce 19. století. Ornitolog William Henry Hudson ve své knize Birds in London (Ptactvo Londýna) vydané v roce 1898 píše, že krkavci z jihu Anglie vymizeli ale „v Toweru se chovají dva nebo tři po mnoho let.“
Geoff Parnell připisuje původ krkavců strážcům Toweru, takzvaným Yeomen Warders, kteří měli krkavce za domácí mazlíčky. Romantizaci a popularizaci krkavců měl na svědomí Edgar Allan Poe díky své básni Havran (v originále The Raven – Krkavec). K podobnému závěru došel také Boria Sax, podle něhož byli krkavci účelně dosazeni do pozic jakýchsi zlověstných kulis pro viktoriánské převyprávění příběhů o popravách královen Jany Greyové a Anny Boleynové z 16. století. Samotná legenda spojená s Karlem II. pravděpodobně vznikla během druhé světové války při bombardování Londýna.

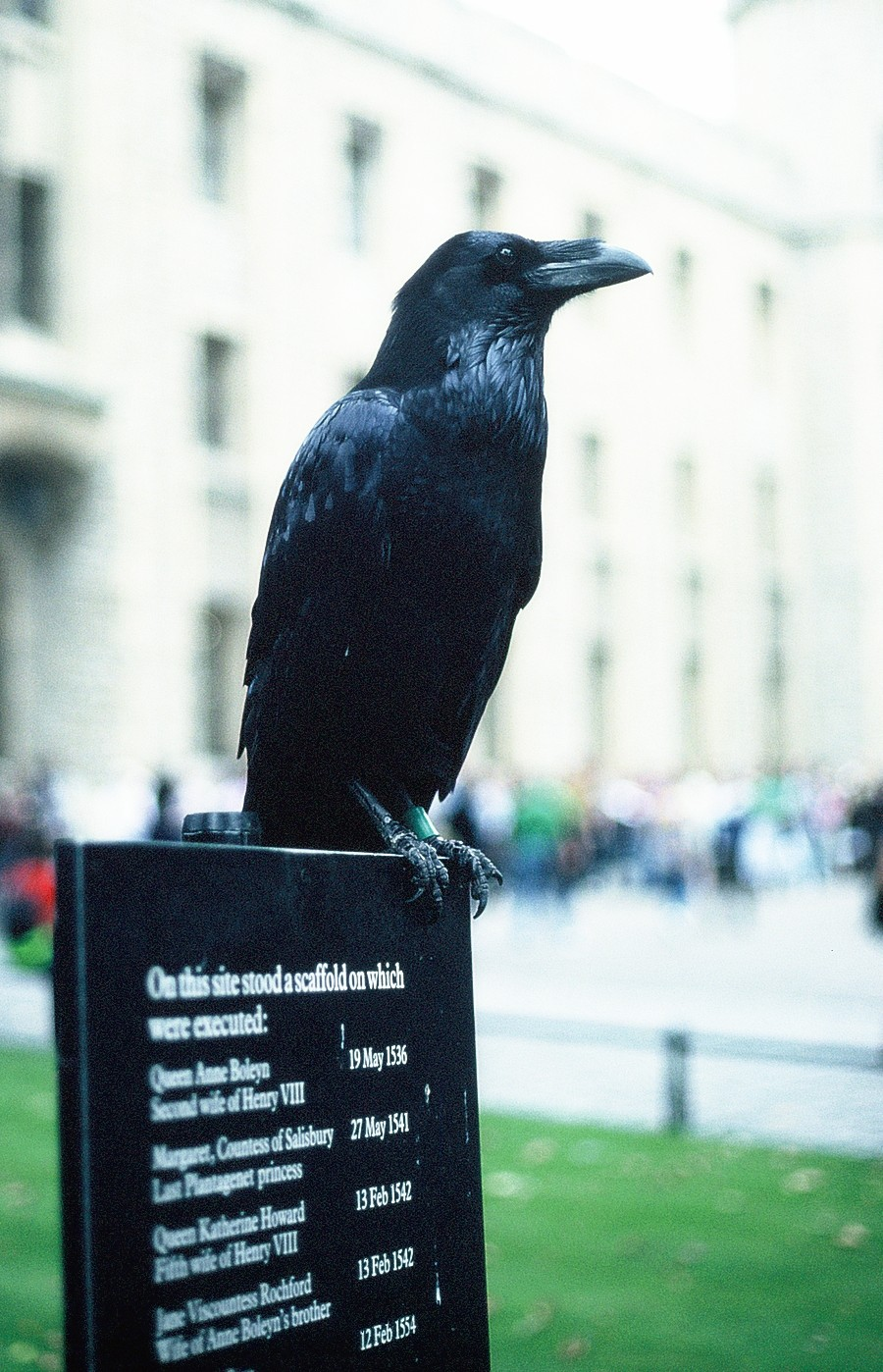
Jeden z krkavců na značce upomínající místo poprav

## 21. století
V současnosti jsou volně poskakující krkavci jedním ze symbolů a turistických lákadel Toweru a je o ně proto velmi dobře postaráno. Na plný úvazek se jim věnuje jeden z Yeomen Warders (Beefeaterů) z pozice ravenmaster – pán krkavců. Od roku 2011 je jím Christopher Skaife. V roce 2018 byla sestava sedmi dospělých jedinců následující: Erin, Gripp, Harris, Jubilee, Merlina, Munin a Rocky.
V roce 2006 byli v obavách z ptačí chřipky na nějakou dobu přesunuti dovnitř.
V roce 2018 byl z důvodu snižování počtu chovatelů krkavců spuštěn program na vlastní odchov. První úspěch přišel v dubnu 2019, když se v Toweru poprvé po třiceti letech narodila čtyři ptáčata. Další dvě mláďata se vylíhla v březnu 2021 – samec dostal jméno Edgar podle Edgara Allana Poea a pro samici bylo vybráno v internetovém hlasování jméno Branwen.

## V populární kultuře
O chovu krkavcovitých v Toweru napsal knihu Vrána americký historik vědy a filozof Boria Sax.